# Convento de la Concepción (Panamá Viejo)
La Iglesia y Convento de la Concepción es un antiguo convento católico ubicado en Panamá Viejo. Este es reconocido por ser el único convento de la ciudad con una orden femenina y por ser uno de los más grandes y mejor conservados del sitio arqueológico. Fue fundado en 1598 por un grupo de concepcionistas procedentes de Lima. Fue destruido parcialmente por el terremoto de Panamá de 1621 y también por el saqueo a la ciudad en 1671, por el pirata Henry Morgan, junto con otras edificaciones coloniales.
El Convento de la Concepción fue declarado Patrimonio de la Humanidad al formar parte del Sitio Arqueológico de Panamá Viejo y Distrito Histórico de Panamá y también declarada monumento histórico nacional, formando parte del Conjunto Monumental Histórico de Panamá Viejo.

## Historia

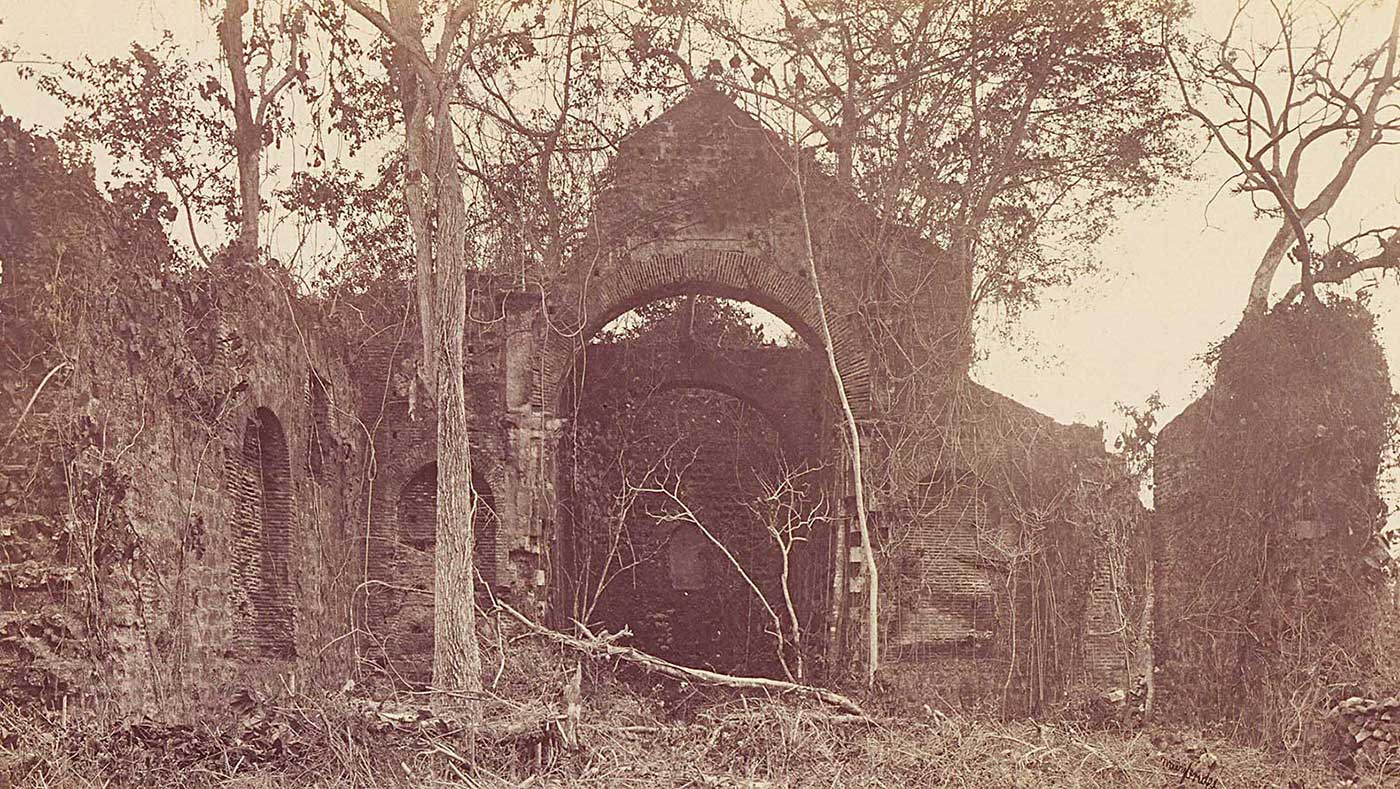
Fotografía realizada por Eadweard Muybridge en 1875, que muestra el deterioro de las ruinas después del abandono de la ciudad.

El Convento fue fundado por las monjas de la Inmaculada Concepción en 1598, cuando llegaron procedentes de Lima las primeras cuatro religiosas. Su congregación aumentaba y para 1604 las monjas ya tenían una iglesia y un claustro, que se derrumbaron por el terremoto de la Ciudad de Panamá de 1621. Hacia 1640, empezó una nueva iglesia hecha de calicanto, la cual quedó inconclusa cuando sobrevino el saqueo a la ciudad de 1671. 

### Cisterna

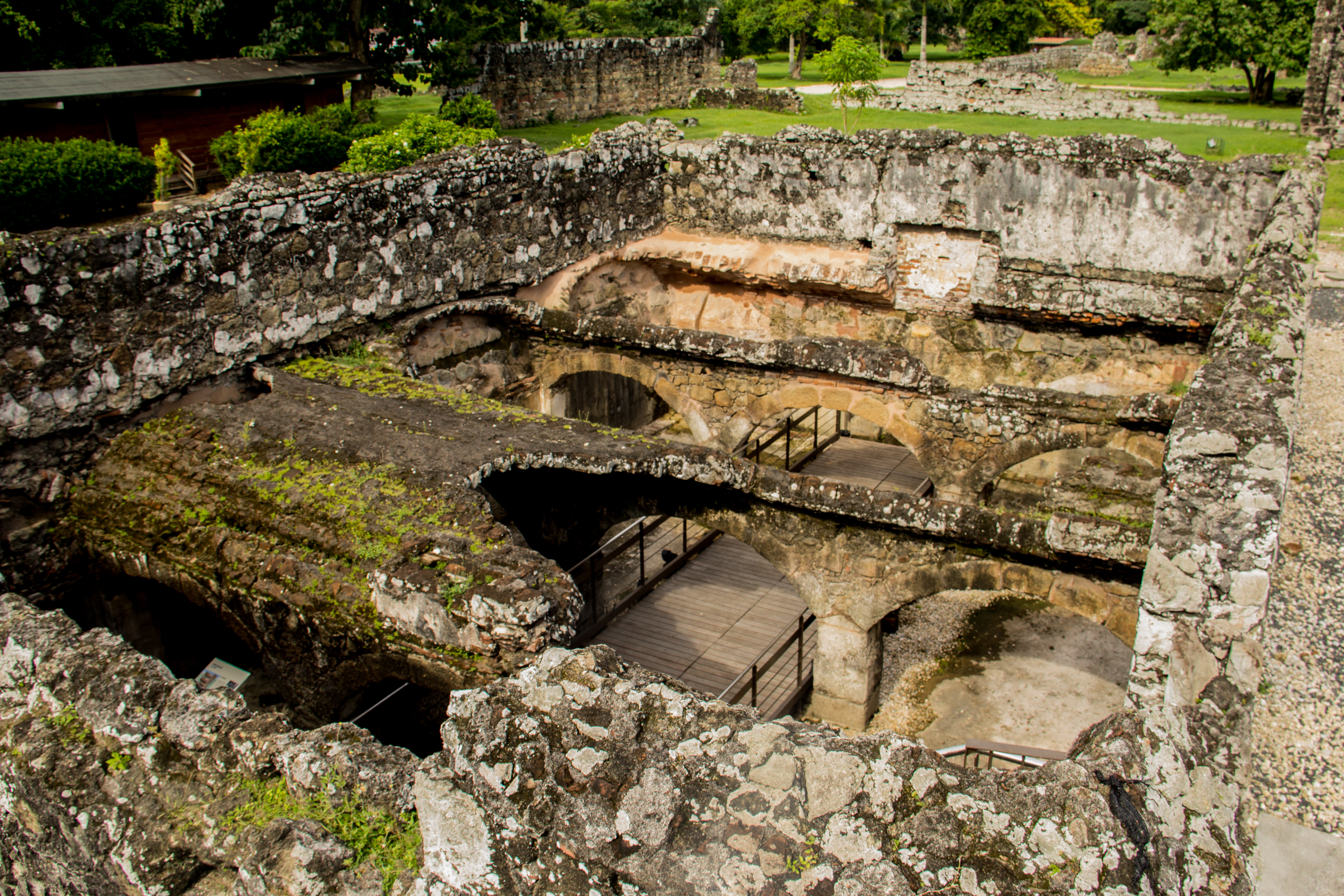
Vista completa de la cisterna, desde arriba.

En los predios del convento, que llegó a ocupar dos manzanas de la ciudad, o un área de 6800 m², se puede ver una gran cisterna actualmente en ruinas, uno de los únicos en su tipo que se hallaban en Panamá Viejo. Construido a mediados del siglo XVII, posee unas dimensiones considerables, pudiendo acumular en su amplio interior más de 124,000 litros de agua. Se encuentra rodeado de un muro de mampostería y cuenta con cuatro bóvedas sostenidas por arcos y columnas de piedra. Entre 2013 y 2014 se habilitó una escalera y una pasarela de madera que permiten a los visitantes acceder y conocer en detalle la estructura destinada al almacenamiento de agua.

## Actualidad
El convento fue sometido a un proceso de conservación e intervención entre 2001 y 2005 que ha facilitado su transformación en uno de los principales espacios de recepción de visitantes y actividades, con un costo de 350 balboas. Para que se estabilizaran las ruinas se utilizó el diseño del techo, el cual se buscaba el punto más rígido de la estructura (el centro de la nave); en la nave se encuentra un arco y de allí se sacaron dos diagonales que apuntalan los piñones de la fachada, asegurando que las ruinas no colapsen hacia adentro y unos piñones con cables que impiden que colapsen hacia fuera. Otra de las rehabilitaciones fue la recreación de los arcos, con ladrillos que los aseguran. Los pisos que se encuentran son módulos de madera de bálsamo, colocados sobre arena, para que sea más fácil retirarlo durante las excavaciones arqueológicas. En 2012, el muro noroeste del convento fue estabilizado y protegido, se rellenaron sus grietas y fisuras, y se impermeabilizó el coronamiento de este muro, preparándolo para el impacto del proyecto de reubicación de la Vía Cincuentenario.

## Galería

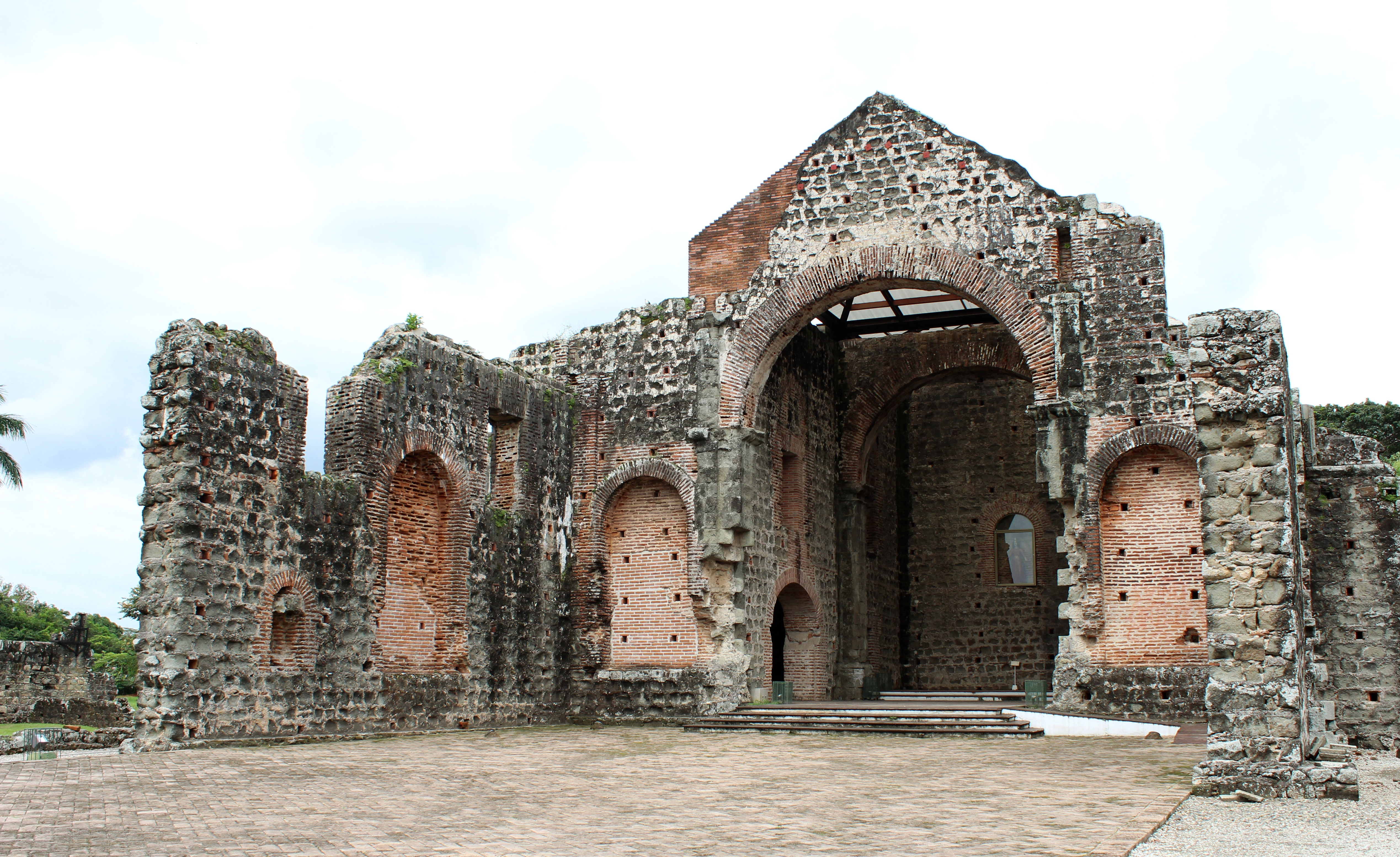
Vista exterior del convento.
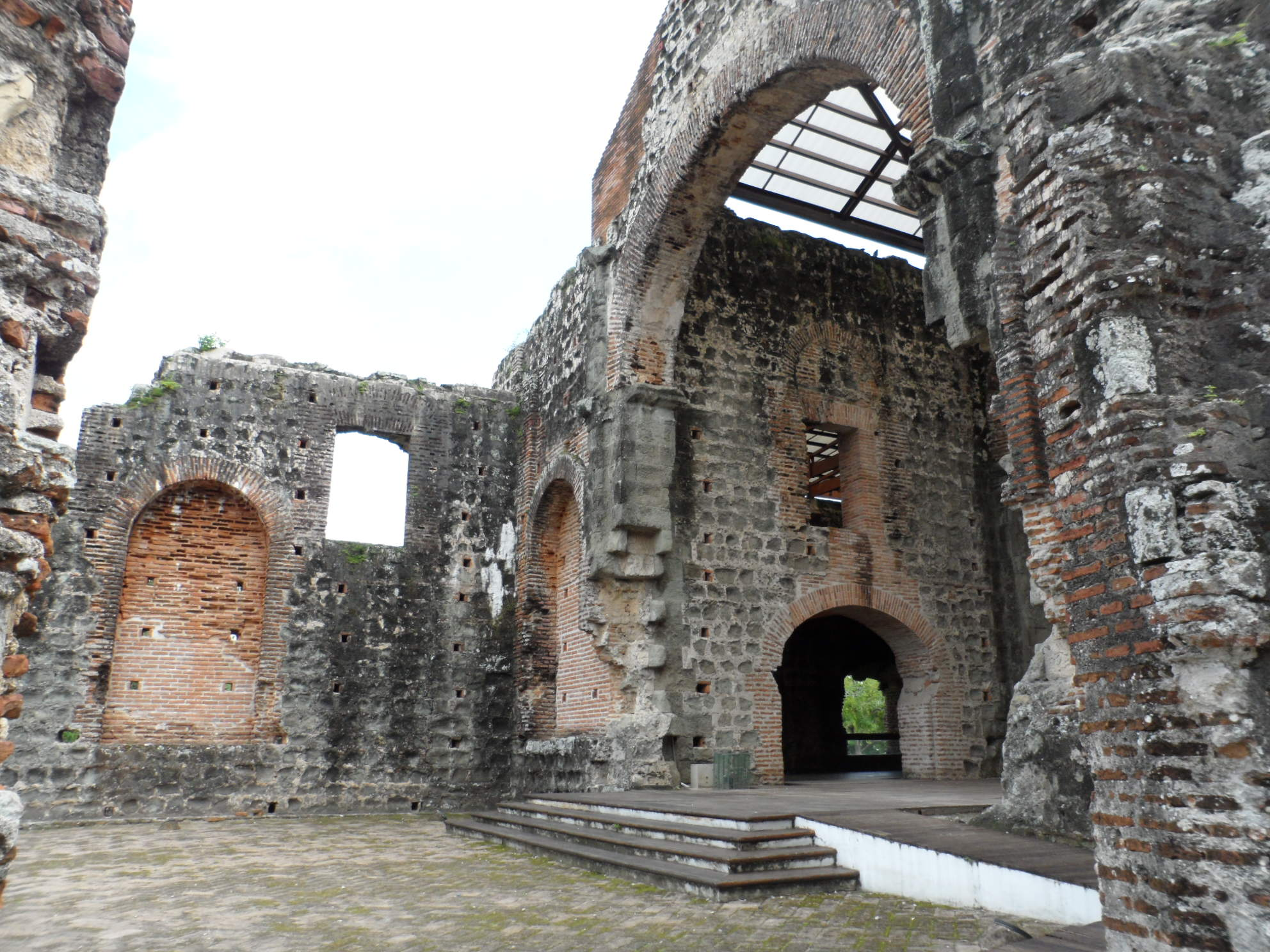
Entrada al convento.
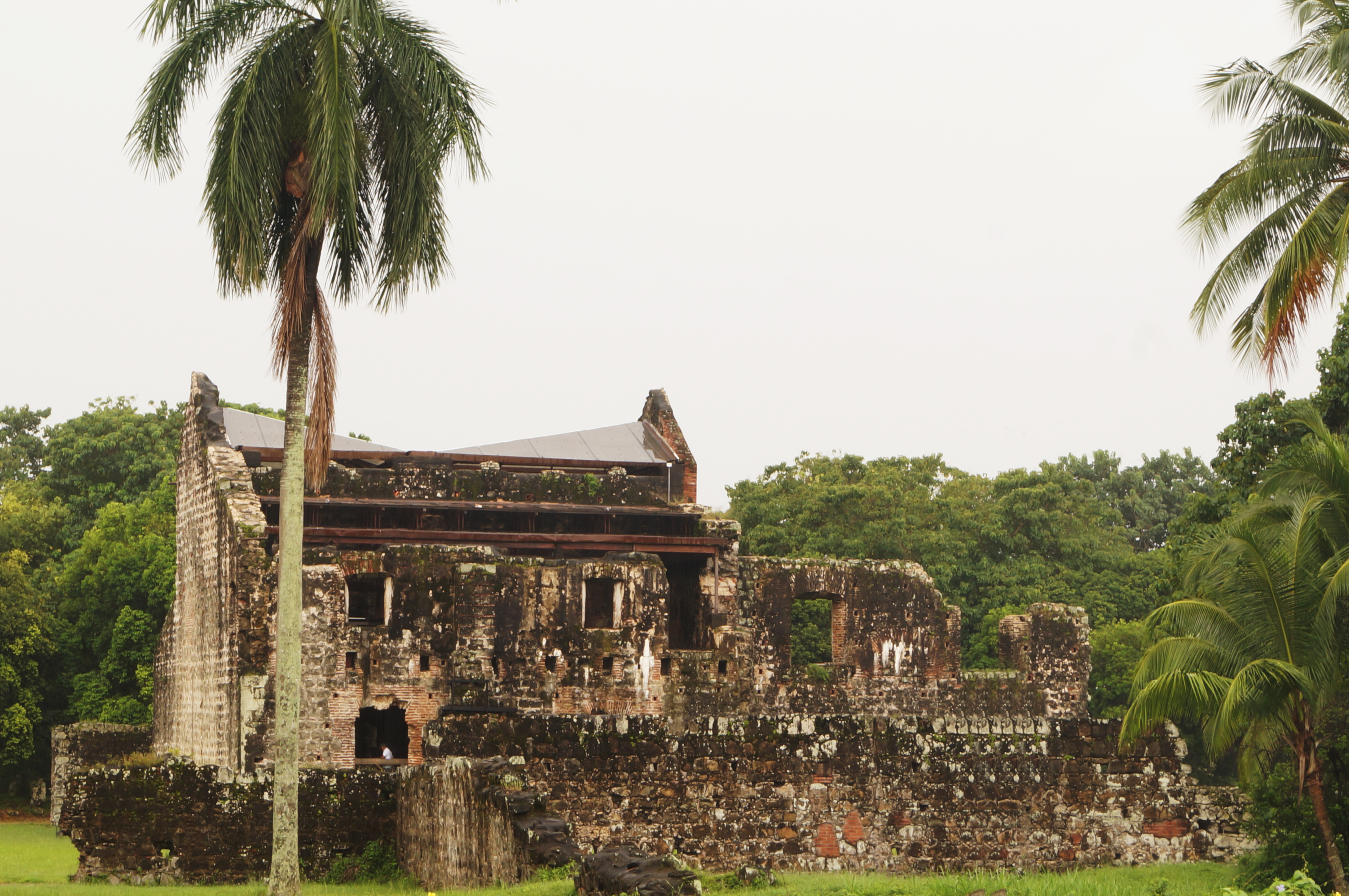
Vista norte.
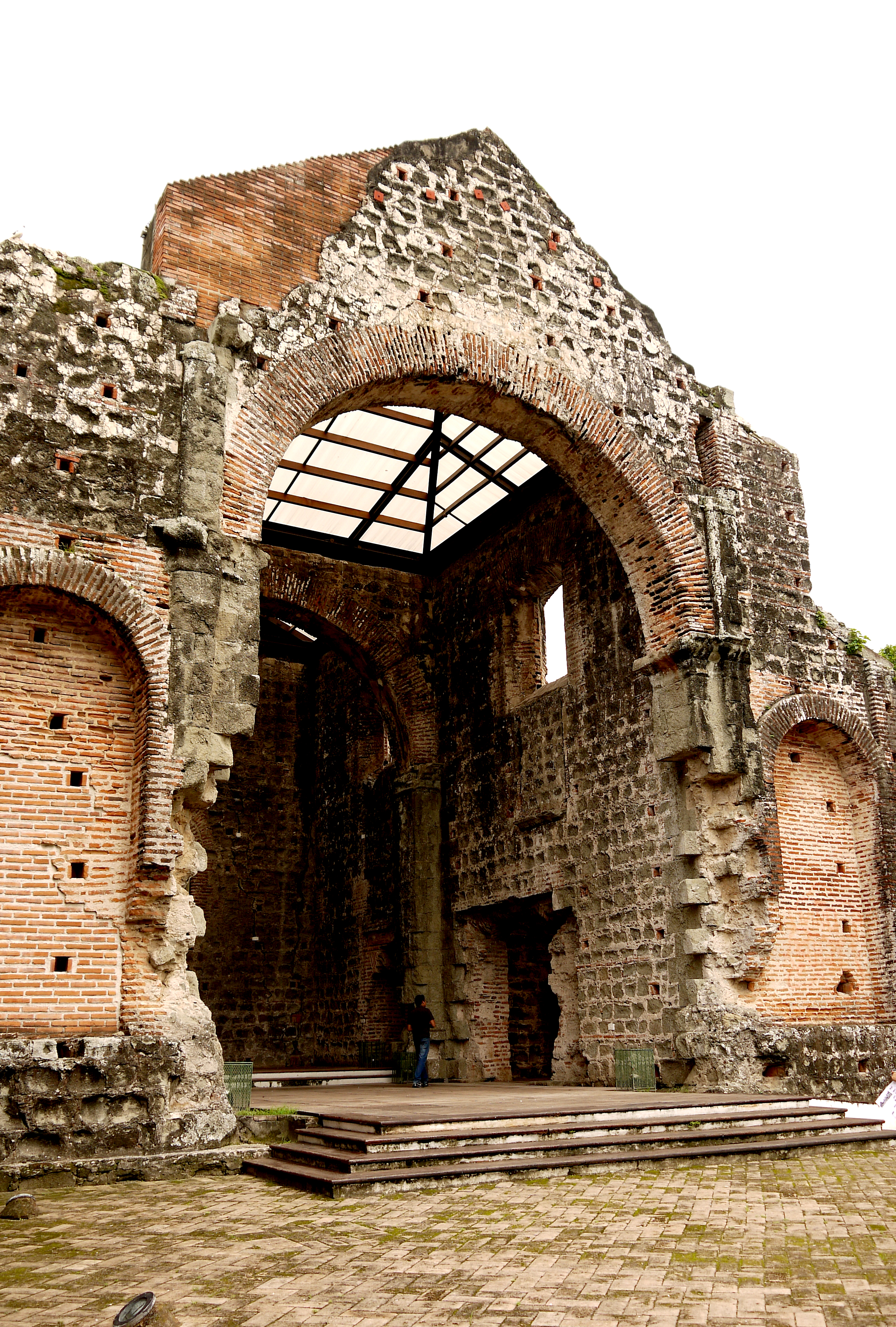
Fachada.
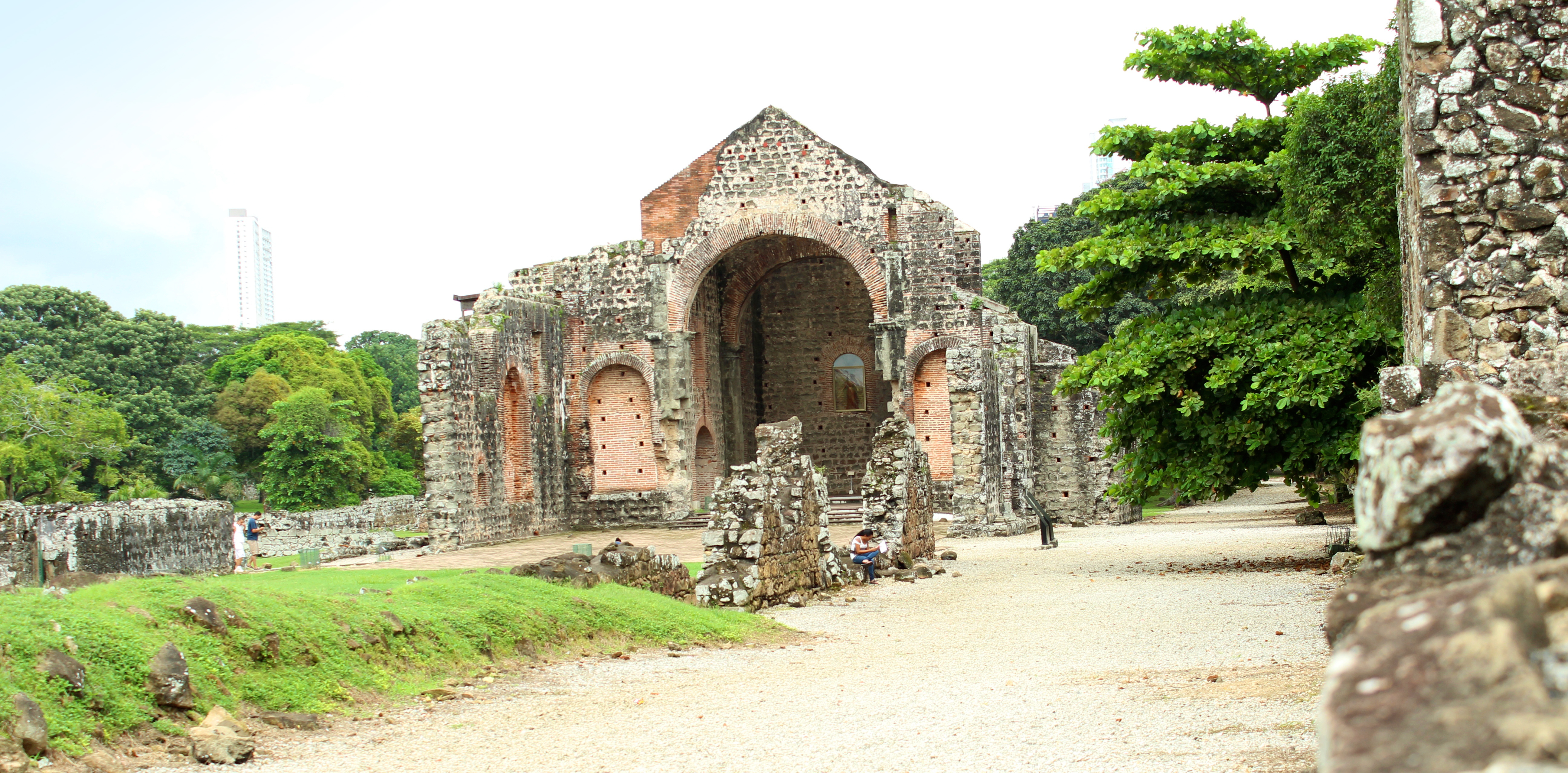
Fachada vista desde la Calle de la Empedrada.
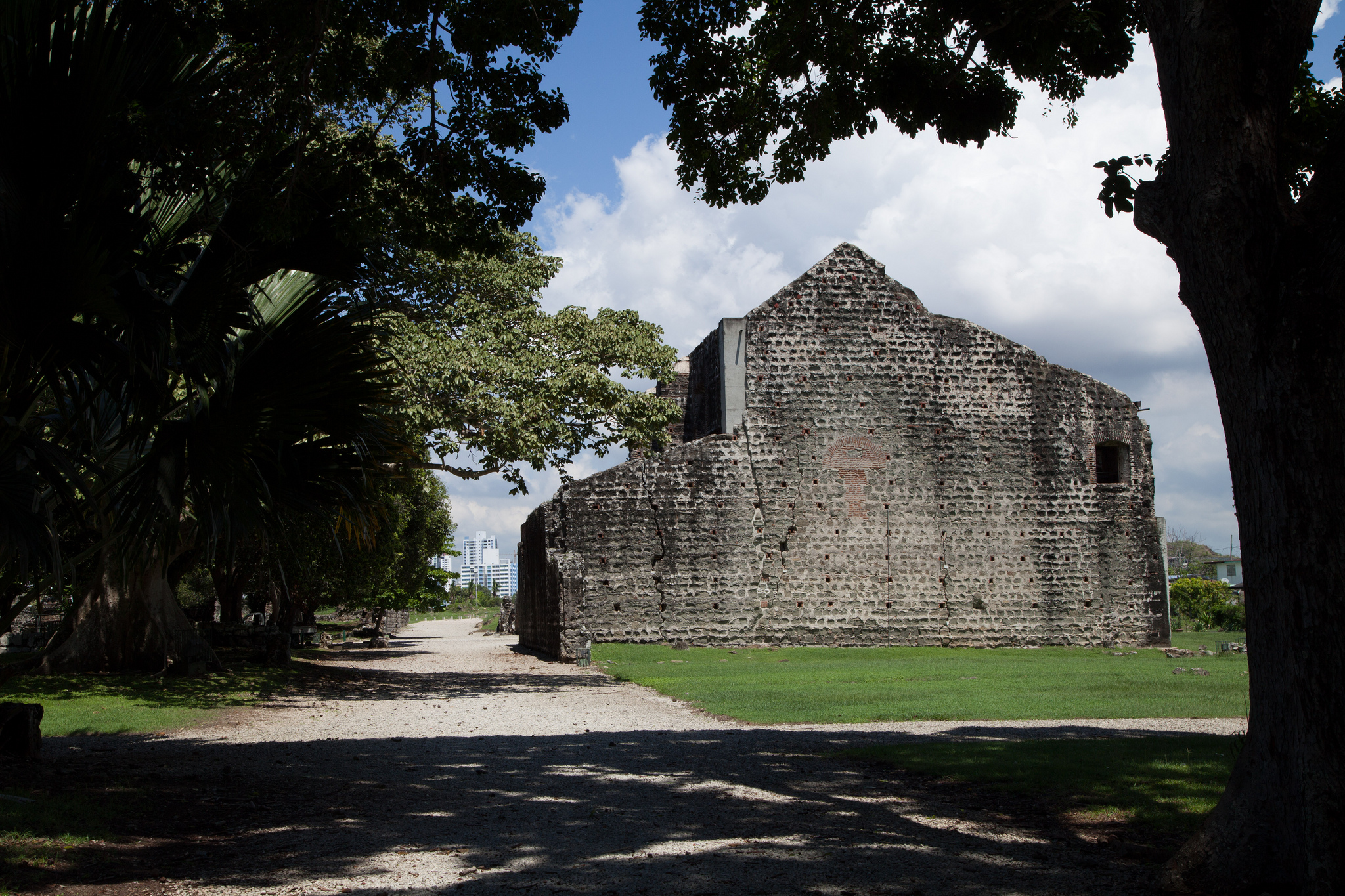
Vista este desde la Calle de la Empedrada.
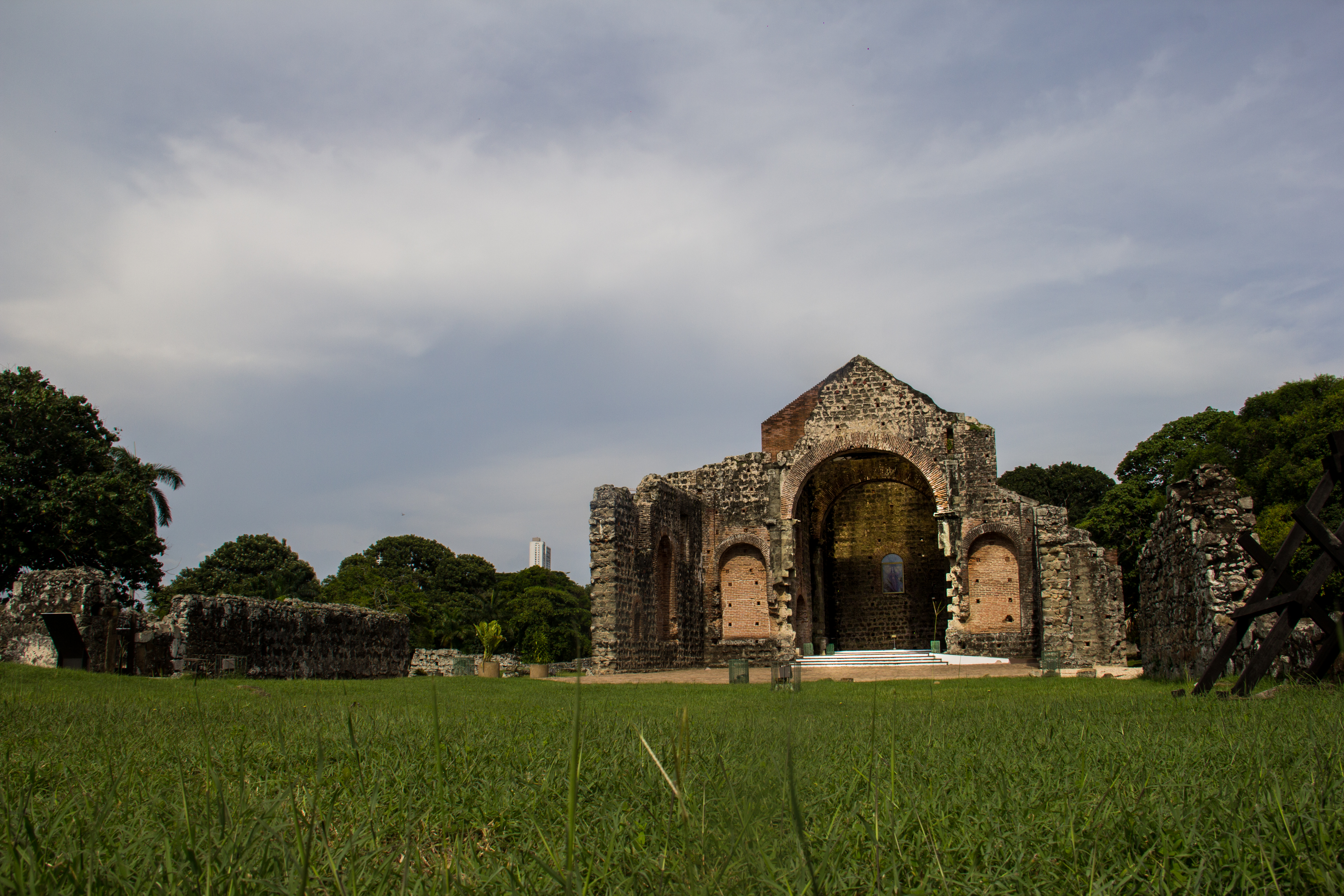
Vista del convento y de la cisterna.
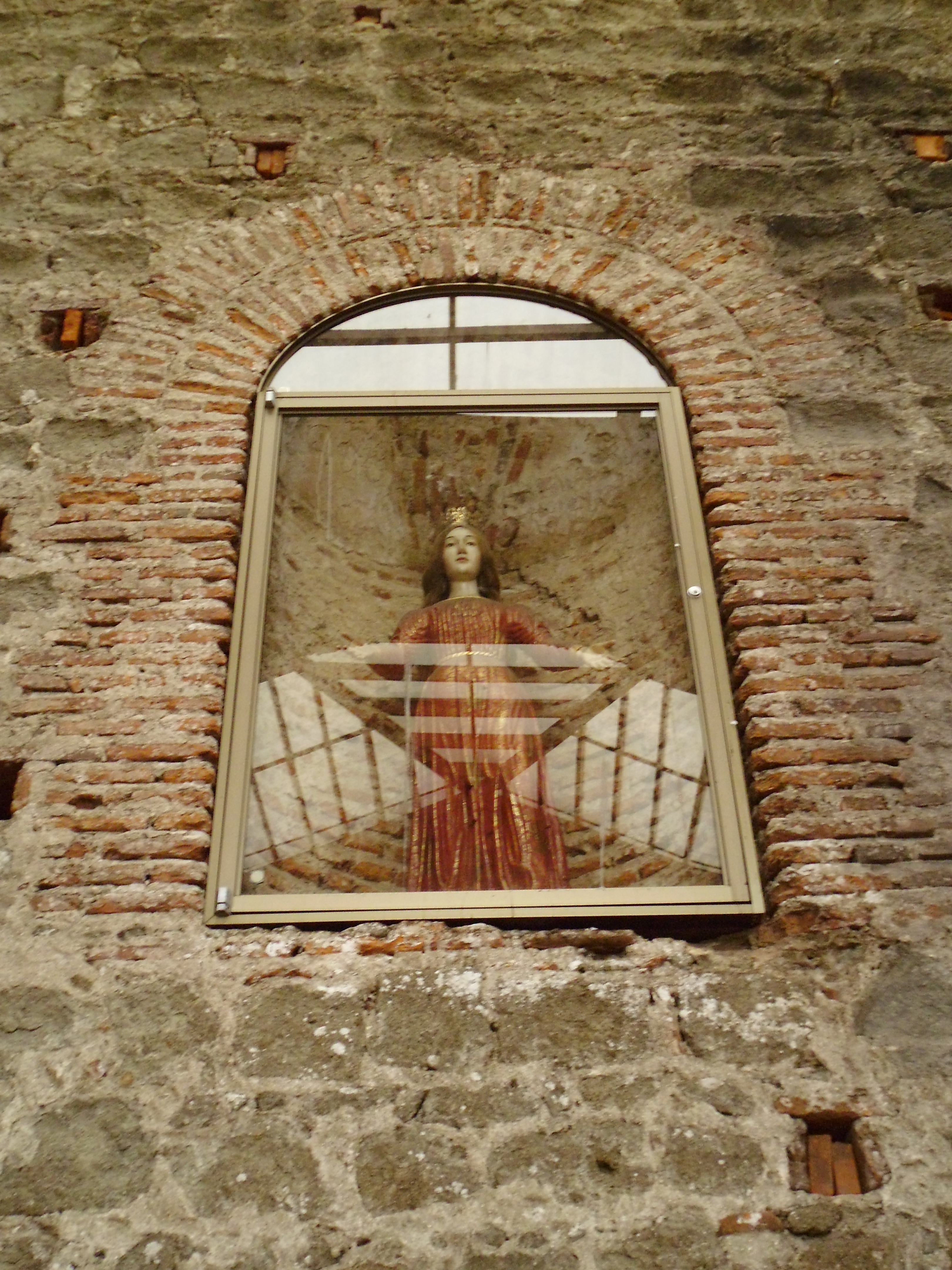
Retablo del Altar Mayor dedicado a Nuestra Señora de Gracia.
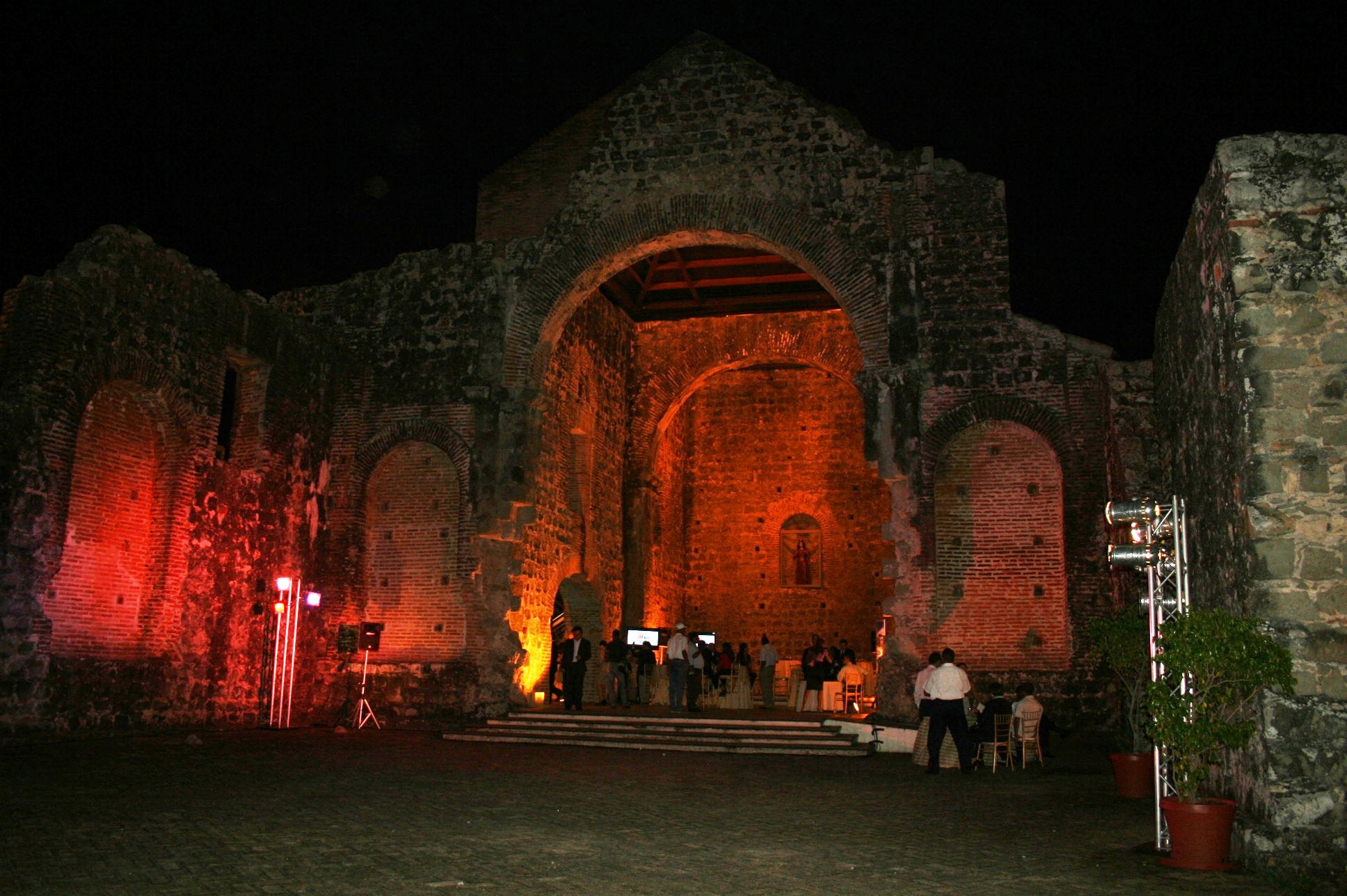
Vista nocturna del convento.